# Jesse Ed Davis
Jesse Ed Davis (21. září 1944, Norman, Oklahoma, USA – 22. června 1988, Venice, Los Angeles, Kalifornie) byl americký kytarista. 
Jeho otec byl Komanč a matka pocházela z kmene Kiowa. Studoval anglickou literaturu na Oklahomské univerzitě. Později se usadil v Kalifornii a koncem šedesátých let začal hrát s hudebníkem Taj Mahalem. Během své kariéry hrál na deskách mnoha dalších hudebníků, mezi něž patří například Leonard Cohen, George Harrison, Van Dyke Parks a Rod Stewart. Rovněž vydal tři vlastní alba. Zemřel v losangeleském Venice ve věku 43 let, jako příčina smrti bylo policií stanoveno předávkování drogami.